# Europarlamentari dei Paesi Bassi della II legislatura
Gli europarlamentari dei Paesi Bassi della II legislatura, eletti in occasione delle elezioni europee del 1984, furono i seguenti.

## Composizione storica
| Europarlamentare        | Lista                                                      | Gruppo |
| ----------------------- | ---------------------------------------------------------- | ------ |
| Hedy d'Ancona           | Partito del Lavoro                                         | SOC    |
| Bouke Beumer            | Appello Cristiano Democratico                              | PPE    |
| Elise C.A.M. Boot       | Appello Cristiano Democratico                              | PPE    |
| Robert Cohen            | Partito del Lavoro                                         | SOC    |
| Petrus A.M. Cornelissen | Appello Cristiano Democratico                              | PPE    |
| Pieter Dankert          | Partito del Lavoro                                         | SOC    |
| Gijs M. De Vries        | Partito Popolare per la Libertà e la Democrazia            | LD     |
| Jessica Larive          | Partito Popolare per la Libertà e la Democrazia            | LD     |
| Hendrik J. Louwes       | Partito Popolare per la Libertà e la Democrazia            | LD     |
| Hanja Maij-Weggen       | Appello Cristiano Democratico                              | PPE    |
| Alman Metten            | Partito del Lavoro                                         | SOC    |
| Hemmo J. Muntingh       | Partito del Lavoro                                         | SOC    |
| Hans R. Nord            | Partito Popolare per la Libertà e la Democrazia            | LD     |
| Jean J.M. Penders       | Appello Cristiano Democratico                              | PPE    |
| Teun Tolman             | Appello Cristiano Democratico                              | PPE    |
| Ien van den Heuvel      | Partito del Lavoro                                         | SOC    |
| Bram van der Lek        | Accordo Progressista Verde (Partito Pacifista-Socialista)  | ARC    |
| Leen van der Waal       | Partito Politico Riformato                                 | NI     |
| Yvonne van Rooy         | Appello Cristiano Democratico                              | PPE    |
| Herman Verbeek          | Accordo Progressista Verde (Partito Politico dei Radicali) | ARC    |
| Willem J. Vergeer       | Appello Cristiano Democratico                              | PPE    |
| Phili Viehoff           | Partito del Lavoro                                         | SOC    |
| Ben Visser              | Partito del Lavoro                                         | SOC    |
| Florus A. Wijsenbeek    | Partito Popolare per la Libertà e la Democrazia            | LD     |
| Eisso P. Woltjer        | Partito del Lavoro                                         | SOC    |

## Modifiche intervenute

### Appello Cristiano Democratico
- In data 05.11.1986 a Yvonne M.C.Th. van Rooy subentra James L. Janssen van Raay.

### Accordo Progressista Verde
- In data 17.12.1986 a Herman A. Verbeek subentra Nel van Dijk (Partito Comunista dei Paesi Bassi).